# Текст
Текст (лат. textus) у филолошком, односно лингвистичком смислу представља скуп писаних језичких симбола (слова и осталих знакова, односно речи и реченица), који заједно чине јединствену целину.
Текстови могу бити различите дужине, од краћих (записи, натписи, пословице, загонетке, изреке), преко средњих (писма, исправе, чланци) до дужих (монографије, романи), а научна дисциплина која се бави проучавањем текстова у контексту њихове историје и садржаја назива се текстологија.
Текстови се могу класификовати на различите начине, а основне поделе се заснивају на начину израде или на садржају текста. По начину израде, текстови се могу поделити у три основне скупине:
- Рукописни текст, који је настао ручном употребом основних средстава за писање. Једна од основних одлика рукописног текста огледа се у његовој јединствености, пошто сваки такав текст носи обележја ауторовог индивидуалног стила у начину исписивања текста.
- Машински текст, који је настао употребом машинских средстава, као што су: писаћа машина, штампарска машина, рачунар, пејџер, мобилни телефон.
- Хибридни текстови, који настају комбинацијом разних рукописних и машинских техника, када се (на пример) машински текст прошири рукописним садржајима, као што су допуне, исправке, белешке или напомене, односно када се рукописни текст допуни додатним садржајима који су на пример откуцани на писаћој машини. У хибридне текстове спадају и текстуални садржаји који су настали машинском обрадом рукописних текстова - путем фотографисања, фотокопирања или скенирања рукописног текста.

Текстови се такође могу класификовати по материјалу на коме су написани, а такође и по садржају. На пример, по материјалној подели, у групу епиграфских текстова спадају текстови који су у облику натписа начињени на трајним материјалима, као што су камен или метал. Слично томе, по садржајној подели, у групу научних текстова спадају текстови који су настали као плод научно-истраживачког рада.
У рачунарству, текст се посматра апстрактније. То је било који низ знакова који је у неким случајевима нечитљив за човека. Текст може да представља запис веома различитих садржаја. На пример: то може да буде запис једне приповетке али и запис рачунарског програма.